# Cinzia Petrucci
Cinzia Petrucci (Roma, 28 ottobre 1955) è un'ex pesista italiana, bronzo ai Giochi del Mediterraneo di Spalato 1979 e quindici volte campionessa nazionale.

## Biografia
In carriera ha partecipato ai Giochi olimpici di Mosca 1980.
Incrementandolo di oltre tre metri in sette anni, ha migliorato per 17 volte il primato italiano del getto del peso, dal 15,56 m (1973) al 18,74 m (1980), mantenendo il primato assoluto ancora fino al 1997 (24 anni in totale), allorché le fu tolto dal 18,89 m indoor stabilito da Mara Rosolen, che impiegò altri tre anni per sottrarle, con 18,81 m, anche quello all'aperto nel 2000, dopo 27 anni.

## Palmarès
| Anno | Manifestazione          | Sede         | Evento         | Risultato | Misura  | Note |
| ---- | ----------------------- | ------------ | -------------- | --------- | ------- | ---- |
| 1974 | Europei indoor          | Göteborg     | Getto del peso | 10ª       | 15,43 m |      |
| 1974 | Europei                 | Roma         | Getto del peso | 11ª       | 14,97 m |      |
| 1978 | Europei indoor          | Milano       | Getto del peso | 7ª        | 16,59 m |      |
| 1979 | Giochi del Mediterraneo | Spalato      | Getto del peso | Bronzo    | 16,17 m |      |
| 1980 | Europei indoor          | Sindelfingen | Getto del peso | 4ª        | 16,96 m |      |
| 1980 | Olimpiadi               | Mosca        | Getto del peso | 14ª       | 17,27 m |      |

## Campionati nazionali
Titoli italiani individuali (15)
- Campionati italiani assoluti[5]
  - Getto del peso: 8 titoli (1973/1978, 1980 e 1981)
- Campionati italiani assoluti indoor[6]
  - Getto del peso: 7 titoli (1973/1975, 1978, 1980/1982)